# Васильчиков Іларіон Іларіонович
Васи́льчиков Іларіо́н Іларіо́нович (рос. Васи́льчиков Иларион Иларионович; 1805 — 12 (24) листопада 1862) — Київський, Подільський і Волинський генерал-губернатор, князь. За свої ліберальні погляди отримав від киян прізвисько «Добрий хлопчик».

## Біографія
Син державного і військового діяча Російської імперії, графа, потім князя, учасника війни з Наполеоном, генерала від інфантерії — Іларіона Васильовича Васильчикова (1776—1847) і фрейліни Віри Протасової. Офіцерське звання отримав у 1825 році. З 1837 року - полковник, з 1846 року - генерал-майор. У війшов до імператорського почту
31 грудня 1847 року отримує посаду Костромського губернатора, проте не встиг щось здійснити, оскільки вже 2 квітня 1848 року звільнено, а 9 квітня 1848 року стає губернатором Волині (до 1851 року). Вже у 1848 році стикнувся з епідемією холери в губернії, доклав зусиль для покращення роботи лікарень у Житомирі та Кременці.
З 30 серпня (11 вересня) 1852 року до смерті обіймав посаду Київського військового губернатора, Подільського і Волинського генерал-губернатора. У 1852—1853 роках наказав здійснити перевірку ярмарків, торгів та бзарів у підвладних губерніях з метою поліпшення торгівлі та опадаткування. З його ініціативи 1854 року було створено комісію з перейменування 160 вулиць, площ та провулків Києва, яка вперше офіційно закріпила міські назви. За час його урядування було розпочато будівництво собору Святого Володимира, збудовано та освячено перший кам'яний міст через Дніпро, якому дали назву Миколаївський ланцюговий міст, з'явилася будівля Анатомічного театру у старому центрі міста. 1859 року указом імператора Олександра II хутори Хмелівщина та Сеньківщина площею 51,59 десятин (56,4 га) були передано йому у довічне спадкове володіння, які Васильчиков перейменував у дачу Васильчики (тепер частина парку Нивки).
За розпорядженням Васильчикова було заарештовано Тараса Шевченка 30 липня 1859 року. Після закінчення слідства губернатор порадив Шевченкові якнайшвидше виїхати до Петербурга, а в листі до «Третього відділу» висловив пропозицію не дозволяти йому поселятися в Україні. 
Коли 1859 року в Києві виникла перша громада він відмовився визнати її діяльність антидержавною. Того ж року Альфред фон Юнк отримав від генерал-губернатора дозвіл на видання першої неофіційної газети Південно-Західного краю (і одного з перших неофіційних видань Російської імперії) - «Київського телеграфу».
Під час перевезення труни Шевченка Україною Васильчиков заборонив виголошувати будь-які промови. Керував розслідуванням справи про антипоміщицькі сходки селян на могилі Тараса Шевченка в липні 1861 року.
1861 року за численними і постійними зверненнями Андрія Муравйова наказав зачинити усі борделі на Андріївському узвозі в Києві. Їх було перенесено ближче до річки Либідь.
Помер 1862 року від стенокардії. Поховано у Києво-Печерській лаврі, біля Ближніх печер.

## Родина
Дружина (з 1840 року) - Катерина Щербатова (1818-1869), донька генерал-ад'ютанта і князя Олексія Щербатова 
Діти:
- Софія (1841—1871), дружина шталмейстера графа Миколи Сергійовича Строганова (1836—1906),
- Олексій (1843 - ?)
- Віра (1847-1924), дружина барона Олександра Єгоровича Мейєндорфа (1848-1907).
- Сергій (1849-1926) - генерал від кавалерії.